# Ivela yini
Ivela yini — вид лускокрилих комах з родини еребід (Erebidae). Описаний у 2022 році.

## Назва
Вид названо на честь китайського ентомолога Їня Раня, яний першим виявив лялечку цього виду.

## Поширення
Ендемік Китаю. Виявлений у національному природному заповіднику Наньлін у провінції Гуандун на півдні країни. Мешкає у гірському лісі на висоті 1000—1315 м над рівнем моря.

## Опис
Зовні грудна клітка і живіт білі без чорних плям, пальпи білі, а передні кінцівки помаранчеві з білими кільцями на тарзальних сегментах. У самця асиметричні стулки широкі, усічені, з глибоко увігнутим кукуллом. Ункус I. yini більш ніж удвічі довший за ункус I. auripes та I. ochropoda. Сумка жіночого тіла має пару каудальних виступів. Лялечка має білі волоски на передньогрудях, на сегментах A2 і A3, а також біля заднього кінця.